# Karsino
Karsino (Duits: Karzin) is een plaats in het Poolse district  Sławieński, woiwodschap West-Pommeren. De plaats maakt deel uit van de gemeente Postomino en telt 103 inwoners.